# Maca (plantă)

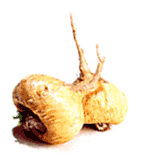
Maca (Lepidium meyenii)

Maca (Lepidium meyenii) sau „ginseng andin” este o plantă din familia Brassicaceae, ordinul Brassicales. În dialectele sud-americane este numită maca-maca, maino, ayak chichira și ayak willku.
Crește în Peru, Bolivia, Paraguay și Argentina, dar este în principal cultivată în zone din Munții Anzi din Peru, în zona lacurilor Chinchaycocha și Junin, la o altitudine de 3.500 – 4.200 metri.
Maca este cultivată de secole ca aliment și plantă medicinală deoarece are proprietăți nutritive și afrodiziace excepționale. 
Maca face parte din familia Cruciferelor (varză, ridiche, nap) și este un tubercul cu dimensiunile de 6-8 cm, care în funcție de varietate poate să fie de culoare galbenă, maronie, bej și chiar roșiatică. Frunzele plantei seamană cu cele ale pătrunjelului.
Ciclul de creștere al plantei este deosebit, ea nu înflorește și nu se reproduce decât din al doilea an. Comercializarea sa în stare proaspătă este interzisă prin lege de guvernul peruvian. Maca face parte din patrimoniul peruvian.
Pentru incași, maca era o planta sacră, un aliment complet, care permitea populației să reziste mai ușor intemperiilor vremii de pe înaltele platouri ale Anzilor.
Maca este foarte bogată în proteine, conține glucozinolați, acizi aminați (lizina, metionină, triptofan), oligo-elemente (fier, cupru, zinc, sodiu, potasiu, calciu și iod), alcaloizi, dar și substanțe care acționează direct asupra sistemului hormonal, atât la bărbați cât și la femei.
În ultimul timp, maca este cultivată pe scară largă, producția de maca a cunoscut o creștere spectaculoasă și este exportată în întreaga lume. Piețe importante sunt Japonia și Europa, unde se comercializează doar sub formă de pudră sau capsule.